# Phare de Gustavia
Le phare de Gustavia domine la rade de Gustavia, chef-lieu de l'île de Saint-Barthélemy, dans les Antilles françaises.
Il est situé  sur une colline proche du fort Gustave, l'un des quatre forts qui défendaient la ville.
Le phare fonctionne toujours mais sa lampe est très faible et se distingue peu des autres lumières de la ville.
Identifiant : ARLHS : STM002 - Amirauté : J5664 - NGA : 14736 .

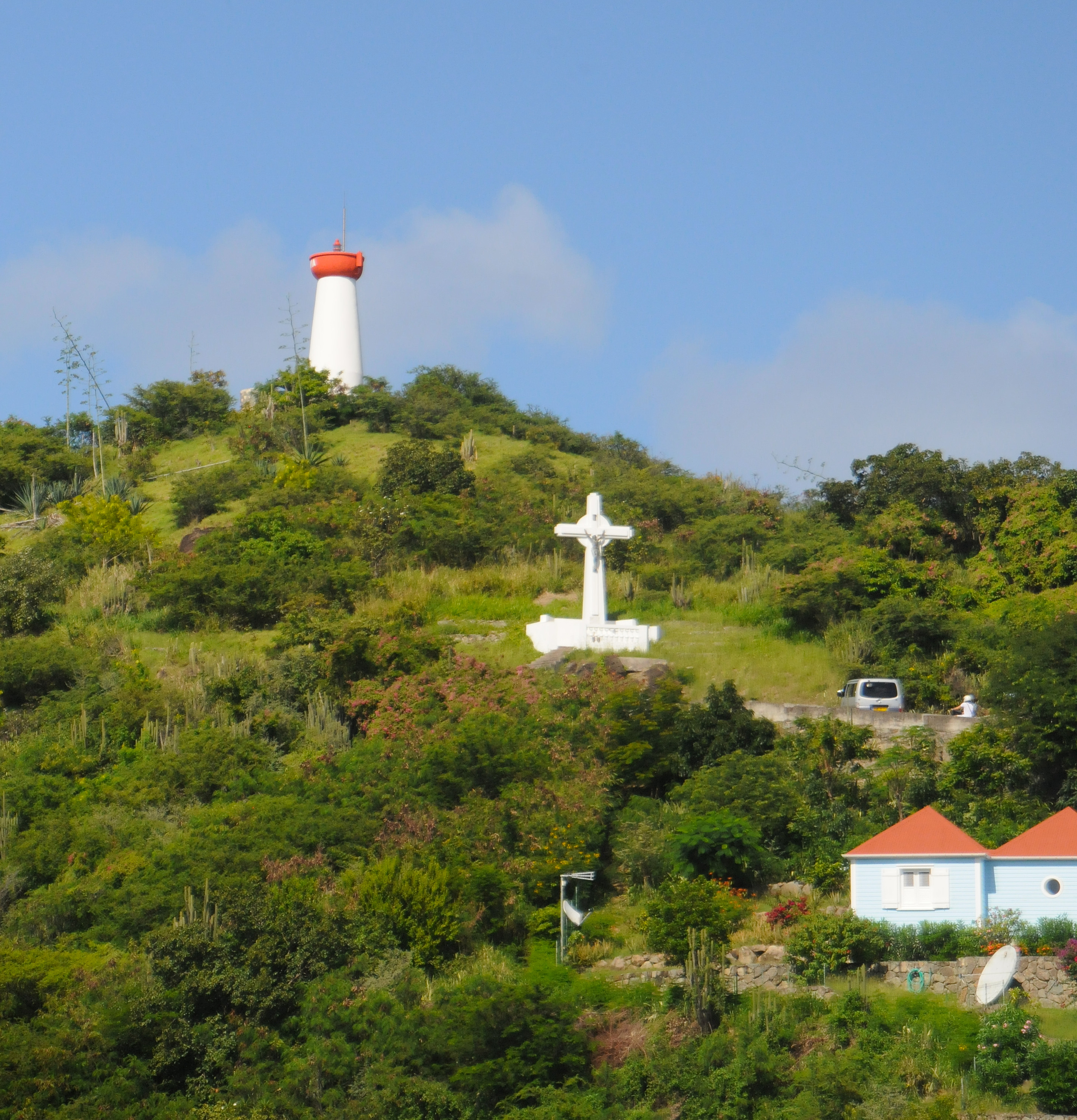
Le phare de Gustavia au sommet …
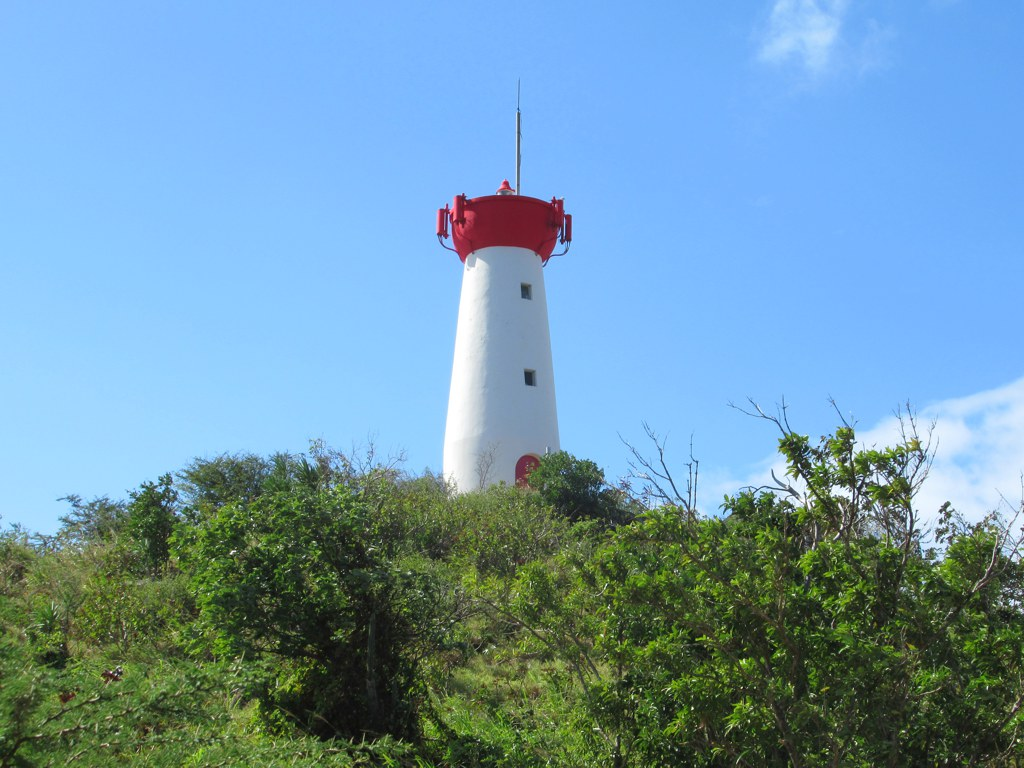
… de sa colline juste avant Public.